# Aigny
Aigny és un municipi francès, situat al departament del Marne i a la regió del Gran Est. L'any 2007 tenia 222 habitants.

## Demografia

### Població
El 2007 la població de fet d'Aigny era de 222 persones. Hi havia 88 famílies, de les quals 15 eren unipersonals (15 homes vivint sols), 27 parelles sense fills, 38 parelles amb fills i 8 famílies monoparentals amb fills.
La població ha evolucionat segons el següent gràfic:
Habitants censats

### Habitatges
El 2007 hi havia 94 habitatges, 86 eren l'habitatge principal de la família, 3 eren segones residències i 5 estaven desocupats. 91 eren cases i 1 era un apartament. Dels 86 habitatges principals, 77 estaven ocupats pels seus propietaris, 7 estaven llogats i ocupats pels llogaters i 3 estaven cedits a títol gratuït; 5 tenien tres cambres, 21 en tenien quatre i 61 en tenien cinc o més. 74 habitatges disposaven pel capbaix d'una plaça de pàrquing. A 27 habitatges hi havia un automòbil i a 56 n'hi havia dos o més.

### Piràmide de població
La piràmide de població per edats i sexe el 2009 era:
| Homes | Edats   | Dones |
| ----- | ------- | ----- |
| 0     | 95 o +  | 0     |
| 0     | 90 a 94 | 0     |
| 4     | 85 a 89 | 4     |
| 0     | 80 a 84 | 0     |
| 8     | 75 a 79 | 4     |
| 0     | 70 a 74 | 0     |
| 8     | 65 a 69 | 4     |
| 4     | 60 a 64 | 4     |
| 8     | 55 a 59 | 12    |
| 12    | 50 a 54 | 4     |
| 4     | 45 a 49 | 12    |
| 8     | 40 a 44 | 4     |
| 0     | 35 a 39 | 4     |
| 12    | 30 a 34 | 4     |
| 4     | 25 a 29 | 8     |
| 4     | 20 a 24 | 4     |
| 8     | 15 a 19 | 0     |
| 4     | 10 a 14 | 8     |
| 4     | 5 a 9   | 8     |
| 4     | 0 a 4   | 4     |

## Economia
El 2007 la població en edat de treballar era de 138 persones, 109 eren actives i 29 eren inactives. De les 109 persones actives 100 estaven ocupades (55 homes i 45 dones) i 10 estaven aturades (8 homes i 2 dones). De les 29 persones inactives 9 estaven jubilades, 10 estaven estudiant i 10 estaven classificades com a «altres inactius».

### Ingressos
El 2009 a Aigny hi havia 88 unitats fiscals que integraven 244,5 persones, la mediana anual d'ingressos fiscals per persona era de 18.941 €.

### Activitats econòmiques
Dels 5 establiments que hi havia el 2007, 2 eren d'empreses de construcció, 2 d'empreses immobiliàries i 1 d'una empresa classificada com a «altres activitats de serveis».
L'únic servei als particulars que hi havia el 2009 era una fusteria.
L'any 2000 a Aigny hi havia 10 explotacions agrícoles que ocupaven un total de 642 hectàrees.

## Equipaments sanitaris i escolars
El 2009 hi havia una escola maternal.

## Poblacions més properes
El següent diagrama mostra les poblacions més properes.